# 栗峴トンネル
栗峴トンネル（ユルヒョントンネル、ユリョントンネル、율현터널）は、大韓民国ソウル特別市江南区の水西駅と京畿道平沢市の芝制駅を結ぶSR水西平沢高速線の鉄道トンネルである。

## 概要
大韓民国最長のトンネルであり、世界ではゴッタルドベーストンネル、青函トンネル、英仏海峡トンネルに次いで4番目に長い。
トンネル内の中間駅として東灘駅が設けられている。また、2024年春に開業した首都圏広域急行鉄道A路線（GTX-A）は水西平沢高速線と線路を共用しており、トンネル内にGTX専用の中間駅2駅も建設されている。

## 歴史
- 2015年6月24日 トンネルが貫通[1]
- 2016年12月9日 水西平沢高速線開通[2]。